# Paweł Stawowy
Paweł Stawowy (ur. 24 lutego 1947 w Knapach) – polski działacz spółdzielczy i urzędnik państwowy, wojewoda tarnobrzeski (1994–1997).

## Życiorys
Ukończył studia z dziedziny ekonomiki produkcji i obrotu rolnego w Akademii Rolniczej w Krakowie, po czym pracował m.in. w Zakładach Doświadczalnych Instytutu Zootechniki w Chorzelowie, Powiatowym Inspektoracie Wodnych Melioracji w Tarnobrzegu, a także w Gromadzkiej Radzie Narodowej w Woli Baranowskiej. Był działaczem spółdzielni chłopskich, przez 7 lat stał na czele GS w Baranowie Sandomierskim. W latach 1984–1990 sprawował mandat radnego Wojewódzkiej Rady Narodowej w Tarnobrzegu z ramienia ZSL.
W 1990 został prezesem Handlowej Spółdzielni „Samopomoc Chłopska” w Tarnobrzegu. Po czterech latach uzyskał nominację na stanowisko wojewody tarnobrzeskiego z ramienia koalicji SLD-PSL, urząd ten pełnił do 1997. Objął później funkcję wiceprezesa zarządu ds. technicznych Tarnobrzeskiej Spółdzielni Mieszkaniowej w Tarnobrzegu. Został także dyrektorem oddziału Agencji Rozwoju Przemysłu oraz zastępcą dyrektora ds. organizacji nowych podstref Tarnobrzeskiej Specjalnej Strefy Ekonomicznej Euro-Park Wisłosan.
Był radnym sejmiku podkarpackiego I kadencji (1998–2002). Bez powodzenia kandydował m.in. w wyborach 2006. Odznaczony m.in. Krzyżem Kawalerskim Orderu Odrodzenia Polski (1998) i medalem „Za Zasługi dla Województwa Tarnobrzeskiego”.